# Professional'nyj Futbol'nyj Klub Central'nyj Sportivnyj Klub Armii 2004
Questa voce raccoglie le informazioni riguardanti il Professional'nyj Futbol'nyj Klub CSKA nelle competizioni ufficiali della stagione 2004.

## Divise
| Casa | Trasferta |

## Rosa
| N. |                                | Ruolo | Calciatore              |
| -- | ------------------------------ | ----- | ----------------------- |
| 1  | Russia (bandiera)              | P     | Veniamin Mandrykin      |
| 32 | Russia (bandiera)              | P     | Igor' Akinfeev          |
| 77 | Russia (bandiera)              | P     | Vladimir Gabulov        |
| 2  | Lituania (bandiera)            | D     | Deividas Šemberas       |
| 4  | Russia (bandiera)              | D     | Sergej Ignaševič        |
| 6  | Russia (bandiera)              | D     | Aleksej Berezuckij      |
| 15 | Nigeria (bandiera)             | D     | Chidi Odiah             |
| 24 | Russia (bandiera)              | D     | Vasilij Berezuckij      |
| 28 | Ucraina (bandiera)             | D     | Bohdan Šeršun           |
| 39 | Russia (bandiera)              | D     | Ivan Taranov            |
| 5  | Russia (bandiera)              | C     | Sergej Semak (capitano) |
| 7  | Brasile (bandiera)             | C     | Daniel Carvalho         |
| 8  | Russia (bandiera)              | C     | Rolan Gusev             |
| 10 | Argentina (bandiera)           | C     | Osmar Ferreyra          |
| 17 | Serbia e Montenegro (bandiera) | C     | Miloš Krasić            |

| N. |                                 | Ruolo | Calciatore        |
| -- | ------------------------------- | ----- | ----------------- |
| 18 | Russia (bandiera)               | C     | Jurij Žirkov      |
| 19 | Lettonia (bandiera)             | C     | Juris Laizāns     |
| 20 | Rep. Ceca (bandiera)            | C     | Jiří Jarošík      |
| 22 | Russia (bandiera)               | C     | Evgenij Aldonin   |
| 25 | Bosnia ed Erzegovina (bandiera) | C     | Elver Rahimić     |
| 29 | Russia (bandiera)               | C     | Artur Tlisov      |
| 9  | Croazia (bandiera)              | A     | Ivica Olić        |
| 11 | Russia (bandiera)               | A     | Spartak Gogniev   |
| 11 | Brasile (bandiera)              | A     | Vágner Love       |
| 13 | Russia (bandiera)               | A     | Sergej Samodin    |
| 14 | Russia (bandiera)               | A     | Dmitrij Kiričenko |
| 21 | Russia (bandiera)               | A     | Denis Popov       |
| 23 | Moldavia (bandiera)             | A     | Serghei Dadu      |
| 26 | Uzbekistan (bandiera)           | A     | Aleksandr Geynrih |

## Mercato

### Sessione estiva
| Acquisti | Acquisti         | Acquisti            | Acquisti        |
| R.       | Nome             | da                  | Modalità        |
| -------- | ---------------- | ------------------- | --------------- |
| P        | Vladimir Gabulov | Alanija Vladikavkaz | 400.000 rubli   |
| D        | Sergej Ignaševič | Lokomotiv Mosca     | svincolato      |
| D        | Chidi Odiah      | Sheriff Tiraspol    | 1.200.000 rubli |
| C        | Daniel Carvalho  | Internacional       | 4.200.000 rubli |
| C        | Osmar Ferreyra   | River Plate         | 2.500.000 rubli |
| C        | Jurij Žirkov     | Spartak Tambov      | 300.000 rubli   |
| C        | Evgenij Aldonin  | Rotor               | 2.000.000 rubli |

| Cessioni | Cessioni           | Cessioni            | Cessioni   |
| R.       | Nome               | a                   | Modalità   |
| -------- | ------------------ | ------------------- | ---------- |
| P        | Dmitri Kramarenko  | Baltika             | ???        |
| D        | Andrej Solomatin   | Kuban'              | svincolato |
| D        | Denis Evsikov      | Lokomotiv Mosca     | ???        |
| C        | Igor' Janovskij    | Alanija Vladikavkaz | svincolato |
| C        | Aleksándr Berkétov | -                   | Ritirato   |
| C        | Andréj Cáplin      | Sokol Saratov       | ???        |
| C        | Alekséj Tripúten'  | -                   | Ritirato   |
| A        | Ígor' Pijúk        | Fakel Voronež       | prestito   |
| A        | Román Monarëv      | Arsenal Kiev        | ???        |

### Sessione invernale
| Acquisti | Acquisti     | Acquisti         | Acquisti      | Acquisti        |
| R.       | Nome         | da               | Data          | Modalità        |
| -------- | ------------ | ---------------- | ------------- | --------------- |
| C        | Miloš Krasić | Vojvodina        | 1 luglio 2004 | 2.250.000 rubli |
| A        | Vágner Love  | Palmeiras        | 1 luglio 2004 | 6.200.000 rubli |
| A        | Serghei Dadu | Sheriff Tiraspol | 1 luglio 2004 | 500.000 rubli   |

| Cessioni | Cessioni        | Cessioni | Cessioni      | Cessioni      |
| R.       | Nome            | a        | Data          | Modalità      |
| -------- | --------------- | -------- | ------------- | ------------- |
| C        | Artur Tlisov    | Kuban'   | 1 luglio 2004 | 200.000 rubli |
| A        | Spartak Gogniev | Rotor    | 1 luglio 2004 | prestito      |
| A        | Denis Popov     | Kuban'   | 1 luglio 2004 | Rescissione   |

## Risultati

### Coppa di Russia

#### Kubok Rossii 2003-04
I sedicesimi di finale e il turno d'andata degli ottavi sono stati svolti nella stagione precedente.
| Arbitro: | S. Maruško |

|  |           |               |
|  | Marcatori | 19’ Kiričenko |

| Arbitro: | S. Timofeev |

|                               |           |            |
| Koroman 8’ Karjaka 78’ (rig.) | Marcatori | 90+3’ Olić |

| Arbitro: | A. Gončar |

|  |           |                |
|  | Marcatori | 70’ Vinográdov |

#### Kubok Rossii 2004-05
| Arbitro: | Vladimir Pettaj |

|                      |           |  |
| Kačuro 8’ Ivanov 22’ | Marcatori |  |

| Mosca 20 novembre 2004, ore 15:00 MSK Sedicesimi di finale - Ritorno | CSKA Mosca    | 3 – 0 (tot.: 3-2) | Sokol Saratov | Stadio Dinamo\| Arbitro: \| A. Evstigneev \| |
| Arbitro:                                                             | A. Evstigneev |                   |               |                                              |

Il resto della competizione è inclusa nella stagione successiva.

### Superkubok Rossii
| Arbitro: | Egorov (Nižnij Novgorod) |

|                 |           |                                               |
| Kalynyčenko 14’ | Marcatori | 40’ Semak 111’ Daniel Carvalho 113’ Kiričenko |

### UEFA Champions League

#### Qualificazioni
| Baku 27 luglio 2004, ore 18:00 MSK 2º turno preliminare - Andata | Neftçi Baku | 0 – 0 | CSKA Mosca | Stadio Tofiq Bəhramov\| Arbitro: \| Asaf Kenan \| |
| Arbitro:                                                         | Asaf Kenan  |       |            |                                                   |

| Arbitro: | Daniel Stalhammar |

|                    |           |  |
| Gusev 68’ Love 72’ | Marcatori |  |

| Arbitro: | Jan Wegeref |

|                     |           |          |
| Love 4’ Jarošík 46’ | Marcatori | 37’ Novo |

| Arbitro: | Wolfgang Stark |

|              |           |          |
| Thompson 87’ | Marcatori | 60’ Love |

#### Fase a gironi
| Porto 14 settembre 2004, ore 20:45 CEST 1ª giornata | Porto          | 0 – 0 referto | CSKA Mosca | Estádio do Dragão (39 309 spett.)\| Arbitro: \| Milton Nielsen \| |
| Arbitro:                                            | Milton Nielsen |               |            |                                                                   |

| Arbitro: | Busacca |

|                                  |           |  |
| Semak 64’ Vágner Love 77’ (rig.) | Marcatori |  |

| Arbitro: | Micheľ |

|                           |           |  |
| Terry 9’ Guðjohnsen 45+1’ | Marcatori |  |

| Arbitro: | De Santis |

|  |           |            |
|  | Marcatori | 24’ Robben |

| Arbitro: | Mejuto González |

|  |           |              |
|  | Marcatori | 28’ McCarthy |

| Arbitro: | Merk |

|              |           |                     |
| Pancrate 37’ | Marcatori | 28’, 64’, 70’ Semak |

## Statistiche

### Andamento in campionato
Dati aggiornati al 12 novembre 2004.
| Giornata  | 1  | 2 | 3  | 4  | 5 | 6 | 7 | 8 | 9 | 10 | 11 | 12 | 13 | 14 | 15 | 16 | 17 | 18 | 19 | 20 | 21 | 22 | 23 | 24 | 25 | 26 | 27 | 28 | 29 | 30 |
| --------- | -- | - | -- | -- | - | - | - | - | - | -- | -- | -- | -- | -- | -- | -- | -- | -- | -- | -- | -- | -- | -- | -- | -- | -- | -- | -- | -- | -- |
| Luogo     | C  | T | T  | C  | T | C | t | C | T | C  | T  | C  | T  | C  | T  | C  | T  | C  | T  | C  | T  | C  | T  | C  | T  | C  | T  | C  | C  | T  |
| Risultato | N  | N | N  | N  | V | V | P | V | V | V  | V  | N  | N  | N  | P  | V  | V  | V  | P  | V  | V  | V  | V  | P  | V  | V  | V  | N  | N  | V  |
| Posizione | 13 | 8 | 11 | 11 | 7 | 4 | 5 | 5 | 4 | 4  | 3  | 3  | 3  | 4  | 5  | 5  | 5  | 5  | 5  | 4  | 3  | 2  | 2  | 2  | 2  | 1  | 1  | 1  | 2  | 2  |

Legenda:

Luogo: C = Casa; T = Trasferta. Risultato: V = Vittoria; N = Pareggio; P = Sconfitta.

### Statistiche di squadra
Dati aggiornati il 7 dicembre 2004.
| Competizione             | Punti | In casa | In casa | In casa | In casa | In casa | In casa | In trasferta | In trasferta | In trasferta | In trasferta | In trasferta | In trasferta | Totale | Totale | Totale | Totale | Totale | Totale | DR  |
| Competizione             | Punti | G       | V       | N       | P       | Gf      | Gs      | G            | V            | N            | P            | Gf           | Gs           | G      | V      | N      | P      | Gf     | Gs     | DR  |
| ------------------------ | ----- | ------- | ------- | ------- | ------- | ------- | ------- | ------------ | ------------ | ------------ | ------------ | ------------ | ------------ | ------ | ------ | ------ | ------ | ------ | ------ | --- |
| Prem'er-Liga             | 60    | 15      | 8       | 6       | 1       | 25      | 11      | 15           | 9            | 3            | 3            | 28           | 11           | 30     | 17     | 9      | 4      | 53     | 22     | +31 |
| Coppa di Russia 2003-04  | -     | 1       | 0       | 0       | 1       | 0       | 1       | 2            | 1            | 0            | 1            | 2            | 2            | 3      | 1      | 0      | 2      | 2      | 3      | -1  |
| Coppa di Russia 2004-05  | -     | 1       | 1       | 0       | 0       | 3       | 0       | 1            | 0            | 0            | 1            | 0            | 2            | 2      | 1      | 0      | 1      | 3      | 2      | +1  |
| Supercoppa di Russia     | -     | 0       | 0       | 0       | 0       | 0       | 0       | 1            | 1            | 0            | 0            | 3            | 1            | 1      | 1      | 0      | 0      | 3      | 1      | +2  |
| Champions League 2004-05 | 7     | 5       | 3       | 0       | 2       | 6       | 3       | 5            | 1            | 3            | 1            | 4            | 4            | 10     | 4      | 3      | 3      | 10     | 7      | +3  |
| Totale                   | 67    | 22      | 12      | 6       | 4       | 32      | 15      | 24           | 12           | 6            | 6            | 37           | 26           | 46     | 24     | 12     | 10     | 71     | 35     | 36  |